# Ciberocupació
La ciberocupació en ciberseguretat és la pràctica abusiva consistent a registrar o fer servir un domini amb l'objectiu d'obtenir-ne un profit material o moral en revendre'l a una empresa o a una persona interessada, o bé, en utilitzar un nom un xic diferent per desviar el trànsit web a un web de la competència o de qualsevol altra índole.
És un neologisme fet per analogia amb l'ocupa (popularment okupa), «persona que ocupa il·legalment un habitatge o un local buit». S'hi va afegir el prefix «ciber-», abreujat de cibernètica que indica s'ocupa un espai virtual a les xarxes informàtiques.
Es va abusar de l'acusació de ciberocupació, per suprimir noms de domini crítics o satírics respecte de corporacions o entitats governamentals, o per apropiar-se'n benefici de corporacions poderoses noms de domini legítimament obtinguts pels titulars.
La ciberocupació per error tipogràfic (en anglès typosquatting) és un cas particular. S'hi aprofita un error humà en escriure un domini per a dirigir l'usuari a un web fraudulent. La web fraudulent pot ser una pàgina amb anuncis, un producte concurent, cotingut il·legal, pesca, contingut il·legal. Un exemple seria ca.wikpedia.org o wikpedia.org. Per impedir la ciberocupació per error tipogràfic, les entitats solen registrar juntament amb el domini propi, les variacions amb errors tipogràfiques del nom.
Els ciberocupes solen redirigir el trànsit dels seus dominis a pàgines de pàrquing de dominis: pàgines amb enllaços patrocinats que els generen ingressos per publicitat.

## Lleis i reglementació
A la fi del segle xx, no hi havia cap llei que protegia contra la ciberocupació. El 1999, la Corporació d'Internet per a l'assignació de noms i nombres, més coneguda amb acrònim anglès ICANN, va ser la primera en cercar una solució mitjançant el seu reglament.

### L'ICANN
Davan el fenomen de la ciberocupació el 1999, la Corporació d'Internet per a l'assignació de noms i nombres (ICANN) va promulgar una «Política Uniforme de Resolució de Controvèrsies de Nom de Domini» (nom curt en anglès UDRP). Aquesta obliga el usuaris a resoldre les disputes a respectar un procediment administratiu. L'ICANN no es considera com un arbitratge. L'inconvenient del reglament és que només s'hi pot concloure a transferir o suprimir el nom de domini. No pot atorgar qualsevol indemnització. Des del 2013 s'hi ha afegit el Sistema Uniforme de Suspensió Ràpida (URS o Uniform Rapid Suspension System). Pot actuar de manera cautelar en vint-i-quatre hores. Hi ha tres criteris: el nom ha de ser idèntic o semblant a una marca, el propietari del domini no pot tenir qualsevol dret o interés legítim i ha d'haver actuat de mala fe.
La UDRP rep crítiques perquè es tracta d'un fur privat transnacional que ignora els sistemes judicials sobirans dels països on hi ha les disputes. Per un desequilibri de poder entre titulars de noms de dominis «petits» i grans corporacions, hi juga la llei del més fort, en benefici de qui sap pagar el millors advocats. Se n'ha criticat la falta de democràcia perquè l'ICANN, és excessivament dependent dels interessos nord-americans. La UDRP es va crear per resoldre ràpidament casos clars de ciberocupació, però no pas casos complexos de dret de marques. Això, sens dubte n'és una de les debilitats majors.
Un exemple és el cas del jove Mike Rowe del 2003. Aquest canadenc de disset anys havia creat la pàgina web www.mikerowesoft.com. Microsoft va obrir un expedient en al·legar una infracció de drets d'autor per raons d'homofonia. Va mobilitzar tota la seva artilleria jurídica contra el jove. Després d'una llarga discussió Rowe va cedir el seu dret a Microsoft a canvi d'un Xbox. El cas va rebre molta atenció dels mitjans, i es considera com un desastre de relacions públiques de la part de la multinacional.

### Espanya: el Tribunal Suprem i el cas d'Alfa Educación
El cas gira al voltant de quatre membres de l'associació religiosa Alfa Educació per a una Salut Integral. Aquests van crear una pàgina web (el domini d'internet de la qual era www.alfatelevision.org) i van obrir un compte bancari i de PayPal per a rebre donacions. Un temps després, es van produir certs desacords entre els membres de l'associació i els quatre acusats van obrir una nova pàgina web, van canviar el domini d'internet i van modificar la contrasenya dels comptes, amb la qual cosa van redireccionar totes les donacions. Més tard, la junta va cessar els quatre membres.
La secretaria general de l'associació va denunciar els quatre membres per un delicte d'apropiació indeguda i van ser condemnats per l'Audiència Provincial de Guadalajara entenent que el domini d'internet era un actiu de l'associació.
Aquesta resolució va ser recorreguda davant del Tribunal Suprem mitjançant un recurs de cassació, el qual va ser estimat per part de la Sala. Finalment, el 2022 el tribunal va absoldre els quatre acusats entenent que els fets provats no encaixen en el delicte d'apropiació indeguda. En aquest sentit, destaca que hi ha elements que no van concórrer en aquest cas i que les accions dutes a terme per aquests individus (creació d'un altre domini, canvi de contrasenyes…) es van produir amb anterioritat al seu cessament i que, per tant, podien fer-les. Va ser el primer veredicte del Tribunal Suprem espanyol sobre aquesta pràctica, que va relacionar amb el delicte d'apropiació indeguda.
Així mateix, la sentència reflecteix casos en què la ciberocupació podria presentar rellevància penal. En primer lloc, si la conducta busqués perjudicar els drets d'una marca, podria ser un delicte contra la propietat industrial o intel·lectual. En segon lloc, si la pretensió fos utilitzar el nom del domini de forma enganyosa per provocar un error en el desplaçament patrimonial, podria ser un delicte d'estafa. Finalment, si la ciberocupació s'utilitzés per atacar un nom de domini, seria un delicte de sabotatge informàtic.